# Поцелуй (фильм, 1896)
«Поцелуй» (англ. The Kiss) — немой короткометражный романтический фильм Уильяма Хейса. Это самый первый фильм, где запечатлён поцелуй. На плёнку заснята финальная сцена из мюзикла Вдова Джонс. Премьера состоялась в Канаде 21 июля 1896 года.

## В ролях
- Мэй Ирвин — вдова Джонс
- Джон Райс — Билли Байкс

## Сюжет
Мужчина и женщина целуются. 

## Представление зрителям
Премьера прошла в Вест Энд Парк. Фильм состязался с кинематографом братьев Люмьер и 27 июня 1896 года показ фильма состоялся в Монреале.
Фильм «Поцелуй» был показан в West End Park в Оттаве 21 июля 1896 года и долгое время считался первым публично показанным в Канаде фильмом. Позже оказалось что чуть меньше месяца до этого, 27 июня 1896 года, Синематограф братьев Люмьер уже показывал различные фильмы в Монреале.

## Награды
В 1999 году фильм попал в Библиотеку Конгресса.